# Parallel Virtual Machine
La Parallel Virtual Machine (PVM) è uno strumento software per la creazione di computer paralleli. Viene utilizzato per gestire un insieme eterogeneo di computer in rete che vengono utilizzati come se fossero un unico processore parallelo.
PVM fu sviluppato dall'Oak Ridge National Laboratory dell'University of Tennessee e dall'Emory University. La prima versione fu scritta dell'ORNL nel 1989, ma in seguito venne totalmente riscritto e la versione 2 venne presentata nel marzo del 1991. La versione 3 venne realizzata nel marzo del 1993 e supportava il fault tolerance e era dotata di una buona portabilità.
PVM è tuttora supportato, anche se essendo uno strumento ormai stabile e completo, i suoi rilasci sono infrequenti. È stato un passo considerevole verso i moderni sistemi di calcolo distribuito e di grid computing.
PVM è un pacchetto software che permette ad un insieme eterogeneo di computer (windows e/o unix) collegati in rete di essere utilizzato come un singolo computer parallelo. L'utilizzo di questo software permette dunque di aggregare le risorse di più computer per risolvere problemi molto complessi in termini di risorse computazionali e di memoria richiesta.
Il software è molto portabile e il sorgente è disponibile liberamente infatti è stato compilato per praticamente ogni tipo di computer partendo dai portatili per arrivare ai supercomputer Cray.
PVM consente agli utenti di utilizzare i computer correnti per analizzare e risolvere problemi molto complessi con un aggravio dei costi minimo. Moltissimi laboratori sparsi nel mondo utilizzano PVM per analizzare problemi scientifici, industriali, medici e in aggiunta PVM viene utilizzato per mostrare le basi del calcolo parallelo. Con decine di migliaia di utilizzatori PVM è considerato di fatto lo standard per il calcolo parallelo nel mondo.